# Шендль, Сандро
Са́ндро Шендль (нем. Sandro Schendl; род. 19 марта 2003, Гюссинг) — австрийский футболист, полузащитник клуба «Рид».

## Клубная карьера
Шендль — воспитанник клубов «Мишендорф», «Гуссинг» и «Штурм». В 2020 году для получения игровой практики Сандро начал выступать за дублирующий состав последних. 4 апреля 2021 года в матче против «Ред Булл Зальцбург» он дебютировал в австрийской Бундеслиге. Летом 2023 года Шендль перешёл в «Рид». 30 июля в матче против «Флоридсдорфа» он дебютировал во Второй Бундеслиге Австрии.   

## Международная карьера
В 2022 году Шендль в составе юношеской сборной Австрии принял участие в юношеском чемпионате Европы в Словакии. На турнире он сыграл в матчах против команд Израиля и Сербии. 